# كيزو موريشيتا
كيزو موريشيتا (باليابانية: 森下慶三؛ بالكانا: もりした　けいぞう) هو رسام ياباني، ولد في 4 فبراير 1944 في كيتاكيوشو في اليابان، وتوفي في 5 أبريل 2003 في ميلانو في إيطاليا.